# Lista över fotbollsövergångar i Superettan vintern 2015/2016
Detta är en lista över fotbollsövergångar i Superettan vintern 2015/2016.
Endast övergångar i Superettan är inkluderade.

## Superettan

### AFC United
| Nr | Land            | Pos | Namn                                               |
| -- | --------------- | --- | -------------------------------------------------- |
|    | Sverige         | MF  | Carlos Gaete (från IFK Värnamo)                    |
|    | Sverige         | MF  | Ferid Ali (från Vasalunds IF)                      |
|    | Sverige         | F   | Isa Demir (från Assyriska FF)                      |
|    | England         | F   | Jernade Meade (från St Albans)                     |
|    | Sverige         | F   | Erik Figueroa (från IK Sirius)                     |
|    | Sverige         | A   | Sasa Matic (från Huddinge IF)                      |
|    | Sverige         | F   | Daniel Jarl (från Landskrona BoIS)                 |
|    | Sverige         | F   | Michel Termanini (från IF Limhamn Bunkeflo)        |
|    | Ghana           | F   | John Mensah (från Nitra)                           |
|    | USA             | A   | Tristan Bower (från Kuopion Palloseura)            |
|    | Elfenbenskusten | MF  | Abdul Razak (från Doncaster Rovers)                |
|    | Sverige         | MF  | André Österholm (Åter från Huddinge IF)            |
|    | Nederländerna   | A   | Christoff Dias de Oliveira (Åter från Huddinge IF) |

| Nr | Land            | Pos | Namn                                               |
| -- | --------------- | --- | -------------------------------------------------- |
|    | Sverige         | MF  | Carlos Gaete (från IFK Värnamo)                    |
|    | Sverige         | MF  | Ferid Ali (från Vasalunds IF)                      |
|    | Sverige         | F   | Isa Demir (från Assyriska FF)                      |
|    | England         | F   | Jernade Meade (från St Albans)                     |
|    | Sverige         | F   | Erik Figueroa (från IK Sirius)                     |
|    | Sverige         | A   | Sasa Matic (från Huddinge IF)                      |
|    | Sverige         | F   | Daniel Jarl (från Landskrona BoIS)                 |
|    | Sverige         | F   | Michel Termanini (från IF Limhamn Bunkeflo)        |
|    | Ghana           | F   | John Mensah (från Nitra)                           |
|    | USA             | A   | Tristan Bower (från Kuopion Palloseura)            |
|    | Elfenbenskusten | MF  | Abdul Razak (från Doncaster Rovers)                |
|    | Sverige         | MF  | André Österholm (Åter från Huddinge IF)            |
|    | Nederländerna   | A   | Christoff Dias de Oliveira (Åter från Huddinge IF) |

| Nr | Land             | Pos | Namn                                                    |
| -- | ---------------- | --- | ------------------------------------------------------- |
| 4  | England          | F   | Korede Aiyegbusi (till Siah Jamegan)                    |
| 6  | Sverige          | F   | Rabi Elia                                               |
| 27 | Sverige          | MF  | Robert Massi                                            |
| 21 | Montenegro       | MF  | Uros Delic                                              |
| 92 | Sverige          | MF  | Joakim Alriksson (till Enskede IK)                      |
| 1  | Belarus          | MV  | Pilip Vaitsiakhovich (till Umeå FC)                     |
| 11 | Sverige          | F   | Linus Smedjegården                                      |
| 23 | Gambia           | F   | Omar Jawo (till IF Brommapojkarna)                      |
| 25 | Palestina (stat) | MF  | Imad Zatara (till Al-Ahli Club)                         |
|    | Brasilien        | F   | Alex Pereira (till Assyriska FF)                        |
| 14 | Spanien          | F   | Juanjo Hervias (till IK Frej)                           |
| 4  | Sverige          | A   | Jesper Carlsson                                         |
| 9  | Italien          | A   | Luca Gerbino Polo                                       |
|    | Brasilien        | MF  | Yago Baggio                                             |
| 26 | Sverige          | F   | Robert Åstedt                                           |
| 24 | Sverige          | MV  | Cem Alpek                                               |
| 2  | Brasilien        | F   | Denis Viana Da Silva                                    |
| 17 | Serbien          | F   | Danijel Morariju (till Kolubara)                        |
| 5  | Sverige          | F   | Rebin Sulaka (Återvänder efter lån från Syrianska FC)   |
| 12 | Sverige          | F   | Gustav Jarl (Återvänder efter lån från Helsingborgs IF) |

| Nr | Land             | Pos | Namn                                                    |
| -- | ---------------- | --- | ------------------------------------------------------- |
| 4  | England          | F   | Korede Aiyegbusi (till Siah Jamegan)                    |
| 6  | Sverige          | F   | Rabi Elia                                               |
| 27 | Sverige          | MF  | Robert Massi                                            |
| 21 | Montenegro       | MF  | Uros Delic                                              |
| 92 | Sverige          | MF  | Joakim Alriksson (till Enskede IK)                      |
| 1  | Belarus          | MV  | Pilip Vaitsiakhovich (till Umeå FC)                     |
| 11 | Sverige          | F   | Linus Smedjegården                                      |
| 23 | Gambia           | F   | Omar Jawo (till IF Brommapojkarna)                      |
| 25 | Palestina (stat) | MF  | Imad Zatara (till Al-Ahli Club)                         |
|    | Brasilien        | F   | Alex Pereira (till Assyriska FF)                        |
| 14 | Spanien          | F   | Juanjo Hervias (till IK Frej)                           |
| 4  | Sverige          | A   | Jesper Carlsson                                         |
| 9  | Italien          | A   | Luca Gerbino Polo                                       |
|    | Brasilien        | MF  | Yago Baggio                                             |
| 26 | Sverige          | F   | Robert Åstedt                                           |
| 24 | Sverige          | MV  | Cem Alpek                                               |
| 2  | Brasilien        | F   | Denis Viana Da Silva                                    |
| 17 | Serbien          | F   | Danijel Morariju (till Kolubara)                        |
| 5  | Sverige          | F   | Rebin Sulaka (Återvänder efter lån från Syrianska FC)   |
| 12 | Sverige          | F   | Gustav Jarl (Återvänder efter lån från Helsingborgs IF) |

### Assyriska FF
| Nr | Land      | Pos | Namn                                             |
| -- | --------- | --- | ------------------------------------------------ |
|    | England   | MF  | Kenny Pavey (från AIK)                           |
|    | Sverige   | A   | Tim Söderström (från Djurgårdens IF)             |
|    | Sverige   | F   | Gustav Jarl (från Helsingborgs IF)               |
|    | Sverige   | A   | Ken Fagerberg (från Vendesyssel)                 |
|    | Brasilien | F   | Alex Pereira (från AFC United)                   |
|    | Sverige   | MF  | Daniel Sliper (från GIF Sundsvall)               |
|    | Sverige   | F   | Simon Strand (från Huddinge IF)                  |
|    | Sydkorea  | MF  | Yoon Soo-Yong (Inlånad från Djurgårdens IF)      |
|    | Frankrike | F   | Mamadou Wague (från Najran)                      |
|    | Nigeria   | MF  | Ugonna Anyora (från Hønefoss)                    |
|    | Brasilien | F   | Gabriel Valongo da Silva (från Bahia)            |
|    | Sverige   | MF  | Gilgamesh Oyal (Uppflyttad från U19-laget)       |
|    | Sverige   | A   | Shatil Koury (Uppflyttad från U19-laget)         |
|    | Sverige   | MF  | Gino Berg (Uppflyttad från U19-laget)            |
|    | Sverige   | A   | Jerome Tibbling Ugwo (Uppflyttad från U19-laget) |
|    | Sverige   | MF  | Rani Haddad (Åter från Södertälje FK)            |
|    | Sverige   | F   | Aday Khoury (Åter från Södertälje FK)            |

| Nr | Land      | Pos | Namn                                             |
| -- | --------- | --- | ------------------------------------------------ |
|    | England   | MF  | Kenny Pavey (från AIK)                           |
|    | Sverige   | A   | Tim Söderström (från Djurgårdens IF)             |
|    | Sverige   | F   | Gustav Jarl (från Helsingborgs IF)               |
|    | Sverige   | A   | Ken Fagerberg (från Vendesyssel)                 |
|    | Brasilien | F   | Alex Pereira (från AFC United)                   |
|    | Sverige   | MF  | Daniel Sliper (från GIF Sundsvall)               |
|    | Sverige   | F   | Simon Strand (från Huddinge IF)                  |
|    | Sydkorea  | MF  | Yoon Soo-Yong (Inlånad från Djurgårdens IF)      |
|    | Frankrike | F   | Mamadou Wague (från Najran)                      |
|    | Nigeria   | MF  | Ugonna Anyora (från Hønefoss)                    |
|    | Brasilien | F   | Gabriel Valongo da Silva (från Bahia)            |
|    | Sverige   | MF  | Gilgamesh Oyal (Uppflyttad från U19-laget)       |
|    | Sverige   | A   | Shatil Koury (Uppflyttad från U19-laget)         |
|    | Sverige   | MF  | Gino Berg (Uppflyttad från U19-laget)            |
|    | Sverige   | A   | Jerome Tibbling Ugwo (Uppflyttad från U19-laget) |
|    | Sverige   | MF  | Rani Haddad (Åter från Södertälje FK)            |
|    | Sverige   | F   | Aday Khoury (Åter från Södertälje FK)            |

| Nr | Land      | Pos | Namn                                            |
| -- | --------- | --- | ----------------------------------------------- |
| 7  | Sverige   | MF  | Alexander Nilsson (till IK Sirius)              |
| 88 | Sverige   | F   | Kyle Konwea (till Siah Jamegan)                 |
| 8  | Sverige   | MF  | Jens Jakobsson (till Tromsø)                    |
| 2  | Sverige   | MF  | Filip Korkes (till Syrianska FC)                |
| 17 | Sverige   | MF  | Yousef Yousef                                   |
| 10 | Sverige   | MF  | Christopher Brandeborn (till IF Brommapojkarna) |
| 87 | Sverige   | MF  | Christer Youssef (till Hansa Rostock)           |
| 13 | Sverige   | F   | Isa Demir (till AFC United)                     |
| 22 | Sverige   | F   | Nemrut Awrohum (till IF Brommapojkarna)         |
| 19 | Argentina | A   | Gustavo Blanco Leschuk (till Karpaty Lviv)      |
| 4  | Sverige   | A   | Andreas Haddad (Slutar)                         |
| 23 | Sverige   | F   | Aday Khoury (Klubb ej klar)                     |
| 3  | Sverige   | F   | Christoffer Eriksson (Klubb ej klar)            |
|    | Sverige   | A   | Shatil Koury (Utlånad till Södertälje FK)       |

| Nr | Land      | Pos | Namn                                            |
| -- | --------- | --- | ----------------------------------------------- |
| 7  | Sverige   | MF  | Alexander Nilsson (till IK Sirius)              |
| 88 | Sverige   | F   | Kyle Konwea (till Siah Jamegan)                 |
| 8  | Sverige   | MF  | Jens Jakobsson (till Tromsø)                    |
| 2  | Sverige   | MF  | Filip Korkes (till Syrianska FC)                |
| 17 | Sverige   | MF  | Yousef Yousef                                   |
| 10 | Sverige   | MF  | Christopher Brandeborn (till IF Brommapojkarna) |
| 87 | Sverige   | MF  | Christer Youssef (till Hansa Rostock)           |
| 13 | Sverige   | F   | Isa Demir (till AFC United)                     |
| 22 | Sverige   | F   | Nemrut Awrohum (till IF Brommapojkarna)         |
| 19 | Argentina | A   | Gustavo Blanco Leschuk (till Karpaty Lviv)      |
| 4  | Sverige   | A   | Andreas Haddad (Slutar)                         |
| 23 | Sverige   | F   | Aday Khoury (Klubb ej klar)                     |
| 3  | Sverige   | F   | Christoffer Eriksson (Klubb ej klar)            |
|    | Sverige   | A   | Shatil Koury (Utlånad till Södertälje FK)       |

### Dalkurd FF
| Nr | Land     | Pos | Namn                                             |
| -- | -------- | --- | ------------------------------------------------ |
|    | Kosovo   | A   | Leonard Pllana (från Grebbestads IF)             |
|    | Sverige  | A   | Heradi Rashidi (från Södertälje FK)              |
|    | Sverige  | MF  | Henrik Löfkvist (från Akropolis IF)              |
|    | Sverige  | MV  | Mathias Ahlnander (från IFK Aspudden-Tellus)     |
|    | Sverige  | MF  | Rawez Lawan (från IFK Norrköping)                |
|    | Sverige  | MF  | Dusan Djuric (från Aarau)                        |
|    | Sverige  | F   | Tom Söderberg (från BK Häcken)                   |
|    | Spanien  | F   | Jalid Kerkich Amar (från Umeå FC)                |
|    | Ghana    | MF  | Latif Anabila (Inlånad från New Edubiase United) |
|    | Tyskland | A   | Mirkan Aydin (från Göztepe)                      |
|    | Tunisien | A   | Imed Louati (Inlånad från Hangzhou Greentown)    |

| Nr | Land     | Pos | Namn                                             |
| -- | -------- | --- | ------------------------------------------------ |
|    | Kosovo   | A   | Leonard Pllana (från Grebbestads IF)             |
|    | Sverige  | A   | Heradi Rashidi (från Södertälje FK)              |
|    | Sverige  | MF  | Henrik Löfkvist (från Akropolis IF)              |
|    | Sverige  | MV  | Mathias Ahlnander (från IFK Aspudden-Tellus)     |
|    | Sverige  | MF  | Rawez Lawan (från IFK Norrköping)                |
|    | Sverige  | MF  | Dusan Djuric (från Aarau)                        |
|    | Sverige  | F   | Tom Söderberg (från BK Häcken)                   |
|    | Spanien  | F   | Jalid Kerkich Amar (från Umeå FC)                |
|    | Ghana    | MF  | Latif Anabila (Inlånad från New Edubiase United) |
|    | Tyskland | A   | Mirkan Aydin (från Göztepe)                      |
|    | Tunisien | A   | Imed Louati (Inlånad från Hangzhou Greentown)    |

| Nr | Land                    | Pos | Namn                                                            |
| -- | ----------------------- | --- | --------------------------------------------------------------- |
|    | Sverige                 | A   | Mattias Mete (till Dardanel Spor)                               |
|    | Sverige                 | F   | Oskar Sverrisson (till Landskrona BoIS)                         |
|    | Uruguay                 | MF  | Nicolás Cordero                                                 |
|    | Rumänien                | MF  | Alin Vigariu                                                    |
|    | Bosnien och Hercegovina | MF  | Armin Tankovic                                                  |
|    | Sverige                 | A   | Adam Persson (Utlånad till Kvarnsvedens IK)                     |
|    | Sverige                 | MF  | Celal Serhanoglu (Utlånad till Kvarnsvedens IK)                 |
|    | Sverige                 | MV  | Oskar Larsson (Återvänder efter utlåning från Gefle IF)         |
|    | Sverige                 | MF  | Linus Sjöberg (Återvänder efter utlåning från Östersunds FK)    |
|    | Ghana                   | MF  | Kwame Adam Frimpong (Återvänder efter utlåning från KFC Samosa) |

| Nr | Land                    | Pos | Namn                                                            |
| -- | ----------------------- | --- | --------------------------------------------------------------- |
|    | Sverige                 | A   | Mattias Mete (till Dardanel Spor)                               |
|    | Sverige                 | F   | Oskar Sverrisson (till Landskrona BoIS)                         |
|    | Uruguay                 | MF  | Nicolás Cordero                                                 |
|    | Rumänien                | MF  | Alin Vigariu                                                    |
|    | Bosnien och Hercegovina | MF  | Armin Tankovic                                                  |
|    | Sverige                 | A   | Adam Persson (Utlånad till Kvarnsvedens IK)                     |
|    | Sverige                 | MF  | Celal Serhanoglu (Utlånad till Kvarnsvedens IK)                 |
|    | Sverige                 | MV  | Oskar Larsson (Återvänder efter utlåning från Gefle IF)         |
|    | Sverige                 | MF  | Linus Sjöberg (Återvänder efter utlåning från Östersunds FK)    |
|    | Ghana                   | MF  | Kwame Adam Frimpong (Återvänder efter utlåning från KFC Samosa) |

### Degerfors IF
| Nr | Land    | Pos | Namn                                    |
| -- | ------- | --- | --------------------------------------- |
|    | Sverige | F   | Christoffer Wiktorsson (från Örebro SK) |
|    | Norge   | A   | Magnus Solum (från Kongsvinger)         |
|    | Sverige | MF  | Sebastian Ohlsson (från BK Häcken)      |
|    | Sverige | MF  | Ronny Sabo (från Jönköpings Södra)      |
|    | Sverige | MF  | Amor Layouni (från IK Brage)            |
|    | Sverige | F   | Jonathan Azulay (från Östersunds FK)    |
|    | Finland | MV  | Jesse Öst (från Jaro)                   |

| Nr | Land    | Pos | Namn                                    |
| -- | ------- | --- | --------------------------------------- |
|    | Sverige | F   | Christoffer Wiktorsson (från Örebro SK) |
|    | Norge   | A   | Magnus Solum (från Kongsvinger)         |
|    | Sverige | MF  | Sebastian Ohlsson (från BK Häcken)      |
|    | Sverige | MF  | Ronny Sabo (från Jönköpings Södra)      |
|    | Sverige | MF  | Amor Layouni (från IK Brage)            |
|    | Sverige | F   | Jonathan Azulay (från Östersunds FK)    |
|    | Finland | MV  | Jesse Öst (från Jaro)                   |

| Nr | Land    | Pos | Namn                                  |
| -- | ------- | --- | ------------------------------------- |
| 15 | Sverige | MF  | Erik Nilsson (till IK Brage)          |
| 18 | Sverige | F   | Hannes Fritzson (Slutar)              |
| 2  | Sverige | F   | Patrik Anttonen (Slutar)              |
| 21 | Sverige | F   | Daniel Sundgren (till AIK)            |
| 6  | Sverige | MF  | Eric Jernberg (till Carlstad United)  |
| 1  | Sverige | MV  | August Strömberg (till Ljungskile SK) |
| 20 | Sverige | F   | Daniel Djuric                         |
| 7  | Sverige | A   | Simon Molander (till Carlstad United) |
| 26 | Sverige | MF  | Marcus Astvald (till Levanger)        |
| 22 | Sverige | MV  | Jonas Bohlin (Slutar)                 |

| Nr | Land    | Pos | Namn                                  |
| -- | ------- | --- | ------------------------------------- |
| 15 | Sverige | MF  | Erik Nilsson (till IK Brage)          |
| 18 | Sverige | F   | Hannes Fritzson (Slutar)              |
| 2  | Sverige | F   | Patrik Anttonen (Slutar)              |
| 21 | Sverige | F   | Daniel Sundgren (till AIK)            |
| 6  | Sverige | MF  | Eric Jernberg (till Carlstad United)  |
| 1  | Sverige | MV  | August Strömberg (till Ljungskile SK) |
| 20 | Sverige | F   | Daniel Djuric                         |
| 7  | Sverige | A   | Simon Molander (till Carlstad United) |
| 26 | Sverige | MF  | Marcus Astvald (till Levanger)        |
| 22 | Sverige | MV  | Jonas Bohlin (Slutar)                 |

### GAIS
| Nr | Land         | Pos | Namn                                                      |
| -- | ------------ | --- | --------------------------------------------------------- |
|    | Sverige      | A   | Luka Mijaljevic (från Utsiktens BK)                       |
|    | Nya Zeeland  | F   | Steven Old (från Ljungskile SK)                           |
|    | England      | F   | James Sinclair (från Östersunds FK)                       |
|    | Sverige      | F   | Carl Nyström (från IK Sirius)                             |
|    | Sverige      | A   | David Johannesson (från Varbergs BoIS)                    |
|    | England      | MF  | Liam Lloyd Davis (från Yeovil Town)                       |
|    | Nya Zeeland  | MF  | Dan Keat (från Falkenbergs FF)                            |
|    | Sverige      | MV  | Jesper Johansson (från Mjällby AIF)                       |
|    | Nya Zeeland  | MF  | Craig Henderson (från Stabæk)                             |
|    | Österrike    | MF  | Renny Smith (Inlånad från Burnley)                        |
|    | Sierra Leone | A   | Teteh Bangura (från Mjällby AIF)                          |
|    | Sverige      | F   | Johan Ramhorn (Inlånad från Kalmar FF)                    |
|    | Sverige      | MV  | Tobias Johansson (Uppflyttad från U19-laget)              |
|    | Sverige      | MF  | Felix Kasper (Uppflyttad från U19-laget)                  |
|    | Sverige      | MF  | Pascal Olsson (Uppflyttad från U19-laget)                 |
|    | Sverige      | A   | Shkelqim Krasniqi (Återvänder efter lån till Qviding FIF) |

| Nr | Land         | Pos | Namn                                                      |
| -- | ------------ | --- | --------------------------------------------------------- |
|    | Sverige      | A   | Luka Mijaljevic (från Utsiktens BK)                       |
|    | Nya Zeeland  | F   | Steven Old (från Ljungskile SK)                           |
|    | England      | F   | James Sinclair (från Östersunds FK)                       |
|    | Sverige      | F   | Carl Nyström (från IK Sirius)                             |
|    | Sverige      | A   | David Johannesson (från Varbergs BoIS)                    |
|    | England      | MF  | Liam Lloyd Davis (från Yeovil Town)                       |
|    | Nya Zeeland  | MF  | Dan Keat (från Falkenbergs FF)                            |
|    | Sverige      | MV  | Jesper Johansson (från Mjällby AIF)                       |
|    | Nya Zeeland  | MF  | Craig Henderson (från Stabæk)                             |
|    | Österrike    | MF  | Renny Smith (Inlånad från Burnley)                        |
|    | Sierra Leone | A   | Teteh Bangura (från Mjällby AIF)                          |
|    | Sverige      | F   | Johan Ramhorn (Inlånad från Kalmar FF)                    |
|    | Sverige      | MV  | Tobias Johansson (Uppflyttad från U19-laget)              |
|    | Sverige      | MF  | Felix Kasper (Uppflyttad från U19-laget)                  |
|    | Sverige      | MF  | Pascal Olsson (Uppflyttad från U19-laget)                 |
|    | Sverige      | A   | Shkelqim Krasniqi (Återvänder efter lån till Qviding FIF) |

| Nr | Land           | Pos | Namn                                      |
| -- | -------------- | --- | ----------------------------------------- |
| 16 | Sverige        | F   | Sebastian Starke Hedlund (till Kalmar FF) |
| 20 | Sverige        | F   | Kenneth Gustafsson (Slutar)               |
| 3  | Sverige        | F   | David Björkeryd                           |
| 29 | Sverige        | F   | Tahir Kocak (till Fethiyespor)            |
| 28 | Sverige        | F   | Stefan Djurovic (till Gunnilse IS)        |
| 19 | Sverige        | A   | Bryan Johansson (till Qviding FIF)        |
| 4  | Ghana          | MF  | Yussif Chibsah (till Ljungskile SK)       |
| 6  | Sverige        | F   | Calle Svensson (till Nyköpings BIS)       |
| 2  | Kongo-Kinshasa | F   | Richard Ekunde (till FC Trollhättan)      |
| 8  | Ghana          | MF  | Reuben Ayarna                             |
| 7  | Sverige        | A   | Patrik Ingelsten (till IS Halmia)         |
| 30 | Sverige        | F   | Sandeep Mankoo (till Tvååkers IF)         |
| 18 | Sverige        | A   | Linus Tornblad (till Ljungskile SK)       |
| 17 | Sverige        | MF  | Adam Eriksson (till Utsiktens BK)         |
| 35 | Sverige        | MV  | Oliver Gustavsson (till IFK Göteborg)     |
| 13 | Sverige        | MF  | Alieu Bajaha                              |
| 9  | Sverige        | A   | Joel Anell (Slutar)                       |
| 32 | Sverige        | MV  | Magnus Berglöf                            |
| 27 | Brasilien      | A   | Wagsley                                   |

| Nr | Land           | Pos | Namn                                      |
| -- | -------------- | --- | ----------------------------------------- |
| 16 | Sverige        | F   | Sebastian Starke Hedlund (till Kalmar FF) |
| 20 | Sverige        | F   | Kenneth Gustafsson (Slutar)               |
| 3  | Sverige        | F   | David Björkeryd                           |
| 29 | Sverige        | F   | Tahir Kocak (till Fethiyespor)            |
| 28 | Sverige        | F   | Stefan Djurovic (till Gunnilse IS)        |
| 19 | Sverige        | A   | Bryan Johansson (till Qviding FIF)        |
| 4  | Ghana          | MF  | Yussif Chibsah (till Ljungskile SK)       |
| 6  | Sverige        | F   | Calle Svensson (till Nyköpings BIS)       |
| 2  | Kongo-Kinshasa | F   | Richard Ekunde (till FC Trollhättan)      |
| 8  | Ghana          | MF  | Reuben Ayarna                             |
| 7  | Sverige        | A   | Patrik Ingelsten (till IS Halmia)         |
| 30 | Sverige        | F   | Sandeep Mankoo (till Tvååkers IF)         |
| 18 | Sverige        | A   | Linus Tornblad (till Ljungskile SK)       |
| 17 | Sverige        | MF  | Adam Eriksson (till Utsiktens BK)         |
| 35 | Sverige        | MV  | Oliver Gustavsson (till IFK Göteborg)     |
| 13 | Sverige        | MF  | Alieu Bajaha                              |
| 9  | Sverige        | A   | Joel Anell (Slutar)                       |
| 32 | Sverige        | MV  | Magnus Berglöf                            |
| 27 | Brasilien      | A   | Wagsley                                   |

### Halmstads BK
| Nr | Land    | Pos | Namn                                        |
| -- | ------- | --- | ------------------------------------------- |
|    | Sverige | A   | Fredrik Olsson (från Jönköpings Södra)      |
|    | Sverige | F   | Adnan Kojic (från IFK Norrköping)           |
|    | Norge   | A   | Alexander Ruud Tveter (från Follo)          |
|    | Sverige | MF  | Rebin Asaad (från Ängelholms FF)            |
|    | Sverige | MF  | Ivo Pekalski (från BK Häcken)               |
|    | Sverige | MV  | Isak Pettersson (Uppflyttad från U19-laget) |
|    | Sverige | F   | Marcus Johansson (Åter från Östers IF)      |

| Nr | Land    | Pos | Namn                                        |
| -- | ------- | --- | ------------------------------------------- |
|    | Sverige | A   | Fredrik Olsson (från Jönköpings Södra)      |
|    | Sverige | F   | Adnan Kojic (från IFK Norrköping)           |
|    | Norge   | A   | Alexander Ruud Tveter (från Follo)          |
|    | Sverige | MF  | Rebin Asaad (från Ängelholms FF)            |
|    | Sverige | MF  | Ivo Pekalski (från BK Häcken)               |
|    | Sverige | MV  | Isak Pettersson (Uppflyttad från U19-laget) |
|    | Sverige | F   | Marcus Johansson (Åter från Östers IF)      |

| Nr | Land     | Pos | Namn                                     |
| -- | -------- | --- | ---------------------------------------- |
| 5  | Sverige  | F   | Christoffer Andersson (Slutar)           |
| 23 | Zimbabwe | A   | Matthew Rusike (till Helsingborgs IF)    |
| 9  | England  | A   | James Keene (till Bidvest Wits)          |
| 18 | Sverige  | A   | Shkodran Maholli (till Åtvidabergs FF)   |
| 11 | Ghana    | MF  | King Osei Gyan                           |
| 19 | Norge    | MF  | Snorre Krogsgård                         |
| 2  | Sverige  | F   | Viktor Ljung (till Helsingborgs IF)      |
| 16 | Sverige  | MF  | Eric Smith (till IFK Norrköping)         |
| 15 | Sverige  | A   | Perparim Beqaj (till Tvååkers IF)        |
|    | Ghana    | A   | Kwame Karikari (till Haugesund)          |
| 30 | Sverige  | MV  | Malkolm Nilsson (Utlånad till Östers IF) |

| Nr | Land     | Pos | Namn                                     |
| -- | -------- | --- | ---------------------------------------- |
| 5  | Sverige  | F   | Christoffer Andersson (Slutar)           |
| 23 | Zimbabwe | A   | Matthew Rusike (till Helsingborgs IF)    |
| 9  | England  | A   | James Keene (till Bidvest Wits)          |
| 18 | Sverige  | A   | Shkodran Maholli (till Åtvidabergs FF)   |
| 11 | Ghana    | MF  | King Osei Gyan                           |
| 19 | Norge    | MF  | Snorre Krogsgård                         |
| 2  | Sverige  | F   | Viktor Ljung (till Helsingborgs IF)      |
| 16 | Sverige  | MF  | Eric Smith (till IFK Norrköping)         |
| 15 | Sverige  | A   | Perparim Beqaj (till Tvååkers IF)        |
|    | Ghana    | A   | Kwame Karikari (till Haugesund)          |
| 30 | Sverige  | MV  | Malkolm Nilsson (Utlånad till Östers IF) |

### IFK Värnamo
| Nr | Land    | Pos | Namn                                                    |
| -- | ------- | --- | ------------------------------------------------------- |
|    | Sverige | MF  | Otto Eriksson (från Kristianstad FC)                    |
|    | Norge   | MV  | Jonathan Rasheed (från Follo)                           |
|    | Sverige | A   | Dido Hussein (från Bollnäs GIF)                         |
|    | Sverige | MF  | Johan Svahn (från Falkenbergs FF)                       |
|    | Danmark | F   | Peter Jul Nielsen (från Västsjälland)                   |
|    | Sverige | A   | Yves Nkuru (från Smålandsstenars GoIF)                  |
|    | Sverige | MF  | Simon Nilsson (från Mjällby AIF)                        |
|    | Sverige | MF  | Adnan Kulovac (Uppflyttad från U19-laget)               |
|    | Sverige | A   | Viktor Palmquist (Uppflyttad från U19-laget)            |
|    | Sverige | MV  | Tobias Andersson (Återvänder efter lån till Ljungby IF) |
|    | Sverige | MF  | Kavin Trinh (Återvänder efter lån till Ljungby IF)      |

| Nr | Land    | Pos | Namn                                                    |
| -- | ------- | --- | ------------------------------------------------------- |
|    | Sverige | MF  | Otto Eriksson (från Kristianstad FC)                    |
|    | Norge   | MV  | Jonathan Rasheed (från Follo)                           |
|    | Sverige | A   | Dido Hussein (från Bollnäs GIF)                         |
|    | Sverige | MF  | Johan Svahn (från Falkenbergs FF)                       |
|    | Danmark | F   | Peter Jul Nielsen (från Västsjälland)                   |
|    | Sverige | A   | Yves Nkuru (från Smålandsstenars GoIF)                  |
|    | Sverige | MF  | Simon Nilsson (från Mjällby AIF)                        |
|    | Sverige | MF  | Adnan Kulovac (Uppflyttad från U19-laget)               |
|    | Sverige | A   | Viktor Palmquist (Uppflyttad från U19-laget)            |
|    | Sverige | MV  | Tobias Andersson (Återvänder efter lån till Ljungby IF) |
|    | Sverige | MF  | Kavin Trinh (Återvänder efter lån till Ljungby IF)      |

| Nr | Land     | Pos | Namn                                                     |
| -- | -------- | --- | -------------------------------------------------------- |
| 7  | Sverige  | MF  | Dzenis Kozica (till Jönköpings Södra)                    |
| 8  | Sverige  | MF  | Carlos Gaete (till AFC United)                           |
| 4  | Sverige  | MF  | Jesper Brandt (till Qviding FIF)                         |
| 15 | Sverige  | MF  | Sebastian Göransson                                      |
| 18 | Sverige  | MF  | Joel Löw (till IF Brommapojkarna)                        |
| 1  | Sverige  | MV  | Natanel Danielsson                                       |
| 31 | Sverige  | MV  | Tobias Andersson                                         |
| 13 | Zimbabwe | MF  | Archford Gutu (Återvänder efter lån från Kalmar FF)      |
| 17 | Sverige  | F   | Alexander Blomqvist (Återvänder efter lån från Malmö FF) |

| Nr | Land     | Pos | Namn                                                     |
| -- | -------- | --- | -------------------------------------------------------- |
| 7  | Sverige  | MF  | Dzenis Kozica (till Jönköpings Södra)                    |
| 8  | Sverige  | MF  | Carlos Gaete (till AFC United)                           |
| 4  | Sverige  | MF  | Jesper Brandt (till Qviding FIF)                         |
| 15 | Sverige  | MF  | Sebastian Göransson                                      |
| 18 | Sverige  | MF  | Joel Löw (till IF Brommapojkarna)                        |
| 1  | Sverige  | MV  | Natanel Danielsson                                       |
| 31 | Sverige  | MV  | Tobias Andersson                                         |
| 13 | Zimbabwe | MF  | Archford Gutu (Återvänder efter lån från Kalmar FF)      |
| 17 | Sverige  | F   | Alexander Blomqvist (Återvänder efter lån från Malmö FF) |

### IK Frej
| Nr | Land         | Pos | Namn                                                       |
| -- | ------------ | --- | ---------------------------------------------------------- |
|    | Sierra Leone | F   | Abu Bakarr Suma (från FC Kallon)                           |
|    | Sverige      | F   | Jakob Glasberg (från Djurgårdens IF)                       |
|    | Sverige      | MF  | Dida Rashidi (från Nacka FF)                               |
|    | Sverige      | MF  | Pontus Åsbrink (från IF Brommapojkarna)                    |
|    | Sverige      | MF  | Yonathan Getachew (från Helsingborgs IF)                   |
|    | Nigeria      | A   | Oke Akpoveta (Inlånad från Lyngby)                         |
|    | Spanien      | MV  | Fernando Carillo Iglesias (från Karlbergs BK)              |
|    | Spanien      | F   | Juanjo Hervias (från AFC United)                           |
|    | Sverige      | F   | Henrik Bengtsson (Återvänder efter lån till Vallentuna BK) |
|    | Sverige      | MV  | Sebastian Thomsson (Återvänder efter lån till Värtans IK)  |

| Nr | Land         | Pos | Namn                                                       |
| -- | ------------ | --- | ---------------------------------------------------------- |
|    | Sierra Leone | F   | Abu Bakarr Suma (från FC Kallon)                           |
|    | Sverige      | F   | Jakob Glasberg (från Djurgårdens IF)                       |
|    | Sverige      | MF  | Dida Rashidi (från Nacka FF)                               |
|    | Sverige      | MF  | Pontus Åsbrink (från IF Brommapojkarna)                    |
|    | Sverige      | MF  | Yonathan Getachew (från Helsingborgs IF)                   |
|    | Nigeria      | A   | Oke Akpoveta (Inlånad från Lyngby)                         |
|    | Spanien      | MV  | Fernando Carillo Iglesias (från Karlbergs BK)              |
|    | Spanien      | F   | Juanjo Hervias (från AFC United)                           |
|    | Sverige      | F   | Henrik Bengtsson (Återvänder efter lån till Vallentuna BK) |
|    | Sverige      | MV  | Sebastian Thomsson (Återvänder efter lån till Värtans IK)  |

| Nr | Land    | Pos | Namn                                                     |
| -- | ------- | --- | -------------------------------------------------------- |
| 16 | Sverige | MF  | Joakim Blomquist                                         |
| 9  | USA     | A   | Sasa Plavsic (till Syrianska IF Kerburan)                |
| 23 | Sverige | MF  | William Celsing                                          |
| 12 | Sverige | F   | Viktor Lövgren (till Arendal)                            |
| 17 | Sverige | MF  | Christophe Lallet (Slutar)                               |
| 99 | Sverige | A   | Adnan Cirak (till Nest-Sotra)                            |
| 55 | Sverige | MV  | Jonas Olsson (till Sollentuna FF)                        |
| 3  | Sverige | F   | Cristoffer Ericson (Klubb ej klar)                       |
| 25 | Sverige | MF  | Dede Yves Didier Kony (till BKV Norrtälje)               |
| 14 | Sverige | MF  | Viktor Nordin (Återvänder efter lån från Hammarby IF)    |
| 25 | Sverige | MF  | Smajl Suljevic (Återvänder efter lån från GIF Sundsvall) |

| Nr | Land    | Pos | Namn                                                     |
| -- | ------- | --- | -------------------------------------------------------- |
| 16 | Sverige | MF  | Joakim Blomquist                                         |
| 9  | USA     | A   | Sasa Plavsic (till Syrianska IF Kerburan)                |
| 23 | Sverige | MF  | William Celsing                                          |
| 12 | Sverige | F   | Viktor Lövgren (till Arendal)                            |
| 17 | Sverige | MF  | Christophe Lallet (Slutar)                               |
| 99 | Sverige | A   | Adnan Cirak (till Nest-Sotra)                            |
| 55 | Sverige | MV  | Jonas Olsson (till Sollentuna FF)                        |
| 3  | Sverige | F   | Cristoffer Ericson (Klubb ej klar)                       |
| 25 | Sverige | MF  | Dede Yves Didier Kony (till BKV Norrtälje)               |
| 14 | Sverige | MF  | Viktor Nordin (Återvänder efter lån från Hammarby IF)    |
| 25 | Sverige | MF  | Smajl Suljevic (Återvänder efter lån från GIF Sundsvall) |

### IK Sirius
| Nr | Land                    | Pos | Namn                                     |
| -- | ----------------------- | --- | ---------------------------------------- |
|    | Sverige                 | MF  | Alexander Nilsson (från Assyriska FF)    |
|    | Sverige                 | F   | Kujtim Bala (från Östersunds FK)         |
|    | Sverige                 | MV  | Benny Lekström (från Tromsø)             |
|    | Bosnien och Hercegovina | A   | Dragan Kapcevic (från Östersunds FK)     |
|    | Sverige                 | F   | Alexander Hedman (från AIK)              |
|    | Sverige                 | F   | Jakob Bergman (från IFK Göteborg)        |
|    | USA                     | MF  | Paul Torres (från Sandnes Ulf)           |
|    | Sverige                 | MF  | Karvan Ahmadi (Upplyttad från U17-laget) |

| Nr | Land                    | Pos | Namn                                     |
| -- | ----------------------- | --- | ---------------------------------------- |
|    | Sverige                 | MF  | Alexander Nilsson (från Assyriska FF)    |
|    | Sverige                 | F   | Kujtim Bala (från Östersunds FK)         |
|    | Sverige                 | MV  | Benny Lekström (från Tromsø)             |
|    | Bosnien och Hercegovina | A   | Dragan Kapcevic (från Östersunds FK)     |
|    | Sverige                 | F   | Alexander Hedman (från AIK)              |
|    | Sverige                 | F   | Jakob Bergman (från IFK Göteborg)        |
|    | USA                     | MF  | Paul Torres (från Sandnes Ulf)           |
|    | Sverige                 | MF  | Karvan Ahmadi (Upplyttad från U17-laget) |

| Nr | Land    | Pos | Namn                                         |
| -- | ------- | --- | -------------------------------------------- |
| 27 | Sverige | MF  | Jonathan Berg (Slutar)                       |
| 12 | Sverige | MF  | Simon Berg (till Akropolis IF)               |
| 25 | Sverige | F   | Carl Nyström (till GAIS)                     |
| 1  | Sverige | MV  | Andreas Andersson (till Gefle IF)            |
| 10 | Sverige | A   | Stefan Silva (till GIF Sundsvall)            |
| 33 | Sverige | F   | Erik Figueroa (till AFC United)              |
| 20 | Nigeria | MF  | Moses Ogbu (till Jönköpings Södra)           |
| 11 | Sverige | A   | Jonathan Lundbäck (till Team TG FF)          |
|    | Sverige | F   | Jakob Bergman (Utlånad till Gamla Upsala SK) |

| Nr | Land    | Pos | Namn                                         |
| -- | ------- | --- | -------------------------------------------- |
| 27 | Sverige | MF  | Jonathan Berg (Slutar)                       |
| 12 | Sverige | MF  | Simon Berg (till Akropolis IF)               |
| 25 | Sverige | F   | Carl Nyström (till GAIS)                     |
| 1  | Sverige | MV  | Andreas Andersson (till Gefle IF)            |
| 10 | Sverige | A   | Stefan Silva (till GIF Sundsvall)            |
| 33 | Sverige | F   | Erik Figueroa (till AFC United)              |
| 20 | Nigeria | MF  | Moses Ogbu (till Jönköpings Södra)           |
| 11 | Sverige | A   | Jonathan Lundbäck (till Team TG FF)          |
|    | Sverige | F   | Jakob Bergman (Utlånad till Gamla Upsala SK) |

### Ljungskile SK
| Nr | Land      | Pos | Namn                                             |
| -- | --------- | --- | ------------------------------------------------ |
|    | Sverige   | MV  | August Strömberg (från Degerfors IF)             |
|    | Nigeria   | MF  | Ahmed Suleiman (från Ullensaker/Kisa)            |
|    | Ghana     | MF  | Yussif Chibsah (från GAIS)                       |
|    | Norge     | A   | Tim André Nilsen (från Mjøndalen)                |
|    | Sverige   | F   | Mattias Pedersén (från Bærum)                    |
|    | Sverige   | A   | Linus Tornblad (från GAIS)                       |
|    | Norge     | MF  | Peter Sørensen Nergaard (från Strømmen)          |
|    | Sverige   | F   | David Frölund (från BK Häcken)                   |
|    | Brasilien | F   | Josemar (från Fluminense de Feira)               |
| 19 | Sverige   | A   | Admir Bajrovic (Återvänder efter lån till Follo) |

| Nr | Land      | Pos | Namn                                             |
| -- | --------- | --- | ------------------------------------------------ |
|    | Sverige   | MV  | August Strömberg (från Degerfors IF)             |
|    | Nigeria   | MF  | Ahmed Suleiman (från Ullensaker/Kisa)            |
|    | Ghana     | MF  | Yussif Chibsah (från GAIS)                       |
|    | Norge     | A   | Tim André Nilsen (från Mjøndalen)                |
|    | Sverige   | F   | Mattias Pedersén (från Bærum)                    |
|    | Sverige   | A   | Linus Tornblad (från GAIS)                       |
|    | Norge     | MF  | Peter Sørensen Nergaard (från Strømmen)          |
|    | Sverige   | F   | David Frölund (från BK Häcken)                   |
|    | Brasilien | F   | Josemar (från Fluminense de Feira)               |
| 19 | Sverige   | A   | Admir Bajrovic (Återvänder efter lån till Follo) |

| Nr | Land        | Pos | Namn                                       |
| -- | ----------- | --- | ------------------------------------------ |
| 3  | Sverige     | F   | Niclas Andersén (till BK Häcken)           |
| 10 | Sverige     | A   | Jonas Lindberg (till Sarpsborg 08)         |
| 2  | Nya Zeeland | F   | Steven Old (till GAIS)                     |
| 8  | Sverige     | MF  | Markus Gustafsson (till IF Brommapojkarna) |
| 13 | Sverige     | MF  | Robin Iglicár (till Ørn-Horten)            |
| 12 | Sverige     | MF  | Ken Sema (till Östersunds FK)              |
| 16 | Nigeria     | A   | Ahmed Abdultaofik (till Syrianska FC)      |
| 1  | Sverige     | MV  | Ivo Vazgec (till Husqvarna FF)             |
|    | Sverige     | MF  | Joakim Berggren                            |
|    | Sverige     | MF  | Rikard Bagger (till IK Svane)              |

| Nr | Land        | Pos | Namn                                       |
| -- | ----------- | --- | ------------------------------------------ |
| 3  | Sverige     | F   | Niclas Andersén (till BK Häcken)           |
| 10 | Sverige     | A   | Jonas Lindberg (till Sarpsborg 08)         |
| 2  | Nya Zeeland | F   | Steven Old (till GAIS)                     |
| 8  | Sverige     | MF  | Markus Gustafsson (till IF Brommapojkarna) |
| 13 | Sverige     | MF  | Robin Iglicár (till Ørn-Horten)            |
| 12 | Sverige     | MF  | Ken Sema (till Östersunds FK)              |
| 16 | Nigeria     | A   | Ahmed Abdultaofik (till Syrianska FC)      |
| 1  | Sverige     | MV  | Ivo Vazgec (till Husqvarna FF)             |
|    | Sverige     | MF  | Joakim Berggren                            |
|    | Sverige     | MF  | Rikard Bagger (till IK Svane)              |

### Syrianska FC
| Nr | Land    | Pos | Namn                                               |
| -- | ------- | --- | -------------------------------------------------- |
|    | Sverige | MF  | Robin Book (från Eskilsminne IF)                   |
|    | Sverige | A   | Tif Kiddu (från Växjö United)                      |
|    | Sverige | MF  | Kamaliza Mahad Ndhodhi (från Växjö United)         |
|    | Sverige | A   | Richard Yarsuvat (från Norrby IF)                  |
|    | Sverige | F   | August Wängberg (från Qviding FIF)                 |
|    | Sverige | MF  | Nikola Ladan (från Qviding FIF)                    |
|    | Nigeria | A   | Ahmed Abdultaofik (från Ljungskile SK)             |
|    | Uruguay | A   | Sasha Aneff (från Domžale)                         |
|    | Sverige | F   | Filip Korkes (från Assyriska FF)                   |
| 27 | Sverige | MV  | Viktor Gergin (Återvänder efter lån till Azech SF) |

| Nr | Land    | Pos | Namn                                               |
| -- | ------- | --- | -------------------------------------------------- |
|    | Sverige | MF  | Robin Book (från Eskilsminne IF)                   |
|    | Sverige | A   | Tif Kiddu (från Växjö United)                      |
|    | Sverige | MF  | Kamaliza Mahad Ndhodhi (från Växjö United)         |
|    | Sverige | A   | Richard Yarsuvat (från Norrby IF)                  |
|    | Sverige | F   | August Wängberg (från Qviding FIF)                 |
|    | Sverige | MF  | Nikola Ladan (från Qviding FIF)                    |
|    | Nigeria | A   | Ahmed Abdultaofik (från Ljungskile SK)             |
|    | Uruguay | A   | Sasha Aneff (från Domžale)                         |
|    | Sverige | F   | Filip Korkes (från Assyriska FF)                   |
| 27 | Sverige | MV  | Viktor Gergin (Återvänder efter lån till Azech SF) |

| Nr | Land                    | Pos | Namn                                                    |
| -- | ----------------------- | --- | ------------------------------------------------------- |
| 20 | Sverige                 | F   | Gabriel Somi (till Östersunds FK)                       |
| 99 | Sverige                 | MF  | Besim Kunic (till Vendelsö IK)                          |
| 14 | Sverige                 | MF  | Durim Berisha                                           |
| 7  | Sverige                 | MF  | Saman Ghoddos (till Östersunds FK)                      |
| 9  | Sverige                 | A   | Sonny Karlsson (till AEL Kalloni)                       |
| 23 | Norge                   | A   | Dinko Felic (till FC Linköping City)                    |
|    | Sverige                 | A   | Richard Yarsuvat (till Norrby IF)                       |
| 21 | Jamaica                 | MV  | Dwayne Miller                                           |
|    | Sverige                 | MF  | Alexander Varli (till Södertälje FK)                    |
| 16 | Brasilien               | A   | Tarlyson                                                |
| 99 | Bosnien och Hercegovina | F   | Marko Mihajlovic (till Dinamo Batumi)                   |
| 24 | Sverige                 | F   | Rebin Sulaka (till Elverum)                             |
| 16 | Sverige                 | A   | Samuel Aziz (Återvänder efter lån från Landskrona BoIS) |

| Nr | Land                    | Pos | Namn                                                    |
| -- | ----------------------- | --- | ------------------------------------------------------- |
| 20 | Sverige                 | F   | Gabriel Somi (till Östersunds FK)                       |
| 99 | Sverige                 | MF  | Besim Kunic (till Vendelsö IK)                          |
| 14 | Sverige                 | MF  | Durim Berisha                                           |
| 7  | Sverige                 | MF  | Saman Ghoddos (till Östersunds FK)                      |
| 9  | Sverige                 | A   | Sonny Karlsson (till AEL Kalloni)                       |
| 23 | Norge                   | A   | Dinko Felic (till FC Linköping City)                    |
|    | Sverige                 | A   | Richard Yarsuvat (till Norrby IF)                       |
| 21 | Jamaica                 | MV  | Dwayne Miller                                           |
|    | Sverige                 | MF  | Alexander Varli (till Södertälje FK)                    |
| 16 | Brasilien               | A   | Tarlyson                                                |
| 99 | Bosnien och Hercegovina | F   | Marko Mihajlovic (till Dinamo Batumi)                   |
| 24 | Sverige                 | F   | Rebin Sulaka (till Elverum)                             |
| 16 | Sverige                 | A   | Samuel Aziz (Återvänder efter lån från Landskrona BoIS) |

### Trelleborgs FF
| Nr | Land    | Pos | Namn                                   |
| -- | ------- | --- | -------------------------------------- |
|    | Sverige | F   | Alexander Blomqvist (från Malmö FF)    |
|    | Sverige | MF  | Mattias Håkansson (från Mjällby AIF)   |
|    | Sverige | F   | Anton Tideman (från Varbergs BoIS)     |
|    | Sverige | MV  | Dennis Petersson (från FC Trelleborg)  |
|    | Sverige | A   | Marcus Pode (från Örebro SK)           |
|    | Sverige | MF  | Erik Andersson (Inlånad från Malmö FF) |

| Nr | Land    | Pos | Namn                                   |
| -- | ------- | --- | -------------------------------------- |
|    | Sverige | F   | Alexander Blomqvist (från Malmö FF)    |
|    | Sverige | MF  | Mattias Håkansson (från Mjällby AIF)   |
|    | Sverige | F   | Anton Tideman (från Varbergs BoIS)     |
|    | Sverige | MV  | Dennis Petersson (från FC Trelleborg)  |
|    | Sverige | A   | Marcus Pode (från Örebro SK)           |
|    | Sverige | MF  | Erik Andersson (Inlånad från Malmö FF) |

| Nr | Land    | Pos | Namn                                                       |
| -- | ------- | --- | ---------------------------------------------------------- |
|    | Sverige | F   | Martin Overgaard (till Lunds BK)                           |
|    | Sverige | MF  | Mathias Andersson (till Torns IF)                          |
|    | Sverige | A   | Fabian Karlsson (Klubb ej klar)                            |
|    | Sverige | MV  | Dennis Petersson (Utlånad till FC Trelleborg)              |
|    | Sverige | MF  | Mirza Halvadzic (Återvänder efter lån från IFK Norrköping) |

| Nr | Land    | Pos | Namn                                                       |
| -- | ------- | --- | ---------------------------------------------------------- |
|    | Sverige | F   | Martin Overgaard (till Lunds BK)                           |
|    | Sverige | MF  | Mathias Andersson (till Torns IF)                          |
|    | Sverige | A   | Fabian Karlsson (Klubb ej klar)                            |
|    | Sverige | MV  | Dennis Petersson (Utlånad till FC Trelleborg)              |
|    | Sverige | MF  | Mirza Halvadzic (Återvänder efter lån från IFK Norrköping) |

### Varbergs BoIS FC
| Nr | Land    | Pos | Namn                                     |
| -- | ------- | --- | ---------------------------------------- |
|    | Sverige | A   | Ajsel Kujovic (från Åtvidabergs FF)      |
|    | Sverige | A   | Liridon Selmani (från IS Halmia)         |
|    | Norge   | F   | Ivan Näsberg (Inlånad från Vålerengen)   |
|    | Norge   | A   | Riki Alba (från Vålerengen)              |
|    | Sverige | MF  | Sebastian Crona (från IS Halmia)         |
|    | Sverige | F   | Eric Nilsson (från IF Elfsborg)          |
|    | Sverige | MF  | Elias Andersson (från Helsingborgs IF)   |
|    | Norge   | MF  | Thomas Drage (från Sogndal)              |
|    | Sverige | MF  | Christoffer Arvidsson (från Tromsdalen)  |
|    | Sverige | A   | Hosam Aiesh (Inlånad från Östersunds FK) |

| Nr | Land    | Pos | Namn                                     |
| -- | ------- | --- | ---------------------------------------- |
|    | Sverige | A   | Ajsel Kujovic (från Åtvidabergs FF)      |
|    | Sverige | A   | Liridon Selmani (från IS Halmia)         |
|    | Norge   | F   | Ivan Näsberg (Inlånad från Vålerengen)   |
|    | Norge   | A   | Riki Alba (från Vålerengen)              |
|    | Sverige | MF  | Sebastian Crona (från IS Halmia)         |
|    | Sverige | F   | Eric Nilsson (från IF Elfsborg)          |
|    | Sverige | MF  | Elias Andersson (från Helsingborgs IF)   |
|    | Norge   | MF  | Thomas Drage (från Sogndal)              |
|    | Sverige | MF  | Christoffer Arvidsson (från Tromsdalen)  |
|    | Sverige | A   | Hosam Aiesh (Inlånad från Östersunds FK) |

| Nr | Land    | Pos | Namn                                                        |
| -- | ------- | --- | ----------------------------------------------------------- |
| 11 | Sverige | MF  | Robin Tranberg (till GIF Sundsvall)                         |
| 20 | Sverige | F   | Martin Ingesson (till Motala AIF)                           |
| 19 | Sverige | A   | David Johannesson (till GAIS)                               |
| 5  | Sverige | F   | Anton Tideman (till Trelleborgs FF)                         |
| 17 | Norge   | MF  | Mats André Kaland (till Fredrikstad)                        |
|    | Sverige | A   | Anton Sandberg Magnusson (till FC Stockholm Internazionale) |

| Nr | Land    | Pos | Namn                                                        |
| -- | ------- | --- | ----------------------------------------------------------- |
| 11 | Sverige | MF  | Robin Tranberg (till GIF Sundsvall)                         |
| 20 | Sverige | F   | Martin Ingesson (till Motala AIF)                           |
| 19 | Sverige | A   | David Johannesson (till GAIS)                               |
| 5  | Sverige | F   | Anton Tideman (till Trelleborgs FF)                         |
| 17 | Norge   | MF  | Mats André Kaland (till Fredrikstad)                        |
|    | Sverige | A   | Anton Sandberg Magnusson (till FC Stockholm Internazionale) |

### Åtvidabergs FF
| Nr | Land             | Pos | Namn                                          |
| -- | ---------------- | --- | --------------------------------------------- |
|    | Sverige          | A   | Simon Alexandersson (från Vimmerby IF)        |
|    | Palestina (stat) | A   | Mahmoud Eid (från Nyköpings BIS)              |
|    | Sverige          | F   | Jon Birkfeldt (från Helsingborgs IF Akademi)  |
|    | Sverige          | MF  | Joakim Juhlin (från Värmbols FC)              |
|    | Sverige          | A   | Shkodran Maholli (från Halmstads BK)          |
|    | Sverige          | MF  | Alberto Catenacci (från IF Brommapojkarna)    |
|    | Sverige          | MF  | Jonathan Asp (från FC Höllviken)              |
|    | Sverige          | A   | Fredrik Alm (från AFK Linköping)              |
|    | Sverige          | MF  | Simon Helg (från GIF Sundsvall)               |
|    | Sverige          | F   | Sebastian Ramhorn (Inlånad från Kalmar FF)    |
|    | Sverige          | MF  | Marijan Cosic (från Djurgårdens IF)           |
|    | Sverige          | A   | Samuel Holm (från Djurgårdens IF)             |
|    | Sverige          | F   | Kevin Deeromram (Inlånad från Djurgårdens IF) |
|    | Sverige          | MF  | Björn Westerblad (från Ängelholms FF)         |

| Nr | Land             | Pos | Namn                                          |
| -- | ---------------- | --- | --------------------------------------------- |
|    | Sverige          | A   | Simon Alexandersson (från Vimmerby IF)        |
|    | Palestina (stat) | A   | Mahmoud Eid (från Nyköpings BIS)              |
|    | Sverige          | F   | Jon Birkfeldt (från Helsingborgs IF Akademi)  |
|    | Sverige          | MF  | Joakim Juhlin (från Värmbols FC)              |
|    | Sverige          | A   | Shkodran Maholli (från Halmstads BK)          |
|    | Sverige          | MF  | Alberto Catenacci (från IF Brommapojkarna)    |
|    | Sverige          | MF  | Jonathan Asp (från FC Höllviken)              |
|    | Sverige          | A   | Fredrik Alm (från AFK Linköping)              |
|    | Sverige          | MF  | Simon Helg (från GIF Sundsvall)               |
|    | Sverige          | F   | Sebastian Ramhorn (Inlånad från Kalmar FF)    |
|    | Sverige          | MF  | Marijan Cosic (från Djurgårdens IF)           |
|    | Sverige          | A   | Samuel Holm (från Djurgårdens IF)             |
|    | Sverige          | F   | Kevin Deeromram (Inlånad från Djurgårdens IF) |
|    | Sverige          | MF  | Björn Westerblad (från Ängelholms FF)         |

| Nr | Land      | Pos | Namn                                                    |
| -- | --------- | --- | ------------------------------------------------------- |
| 5  | Sverige   | F   | Daniel Hallingström (Slutar)                            |
| 4  | Sverige   | F   | Andreas Dahlén (Slutar)                                 |
| 1  | Sverige   | MV  | Henrik Gustafsson (Slutar)                              |
| 8  | Sverige   | F   | Petter Gustafsson                                       |
| 19 | Nigeria   | A   | John Owoeri (till BK Häcken)                            |
| 9  | Sverige   | A   | Ajsel Kujovic (till Varbergs BoIS)                      |
| 2  | Brasilien | F   | Álberis da Silva (till FC Lambohov)                     |
| 32 | Danmark   | F   | Martin Christensen (till Helsingborgs IF)               |
| 15 | Sverige   | MF  | David Lundgren (till Linköping City)                    |
| 83 | Sverige   | MV  | Ludwig Bergström                                        |
| 11 | Kroatien  | A   | Mario Jelavic                                           |
|    | Ghana     | MF  | Emmanuel Dogbe                                          |
| 10 | Sverige   | MF  | Mauricio Albornoz (Utlånad till IFK Göteborg)           |
| 16 | Sverige   | F   | Pontus Nordenberg (till Víkingur Ólafsvík)              |
| 18 | Norge     | MF  | Tor Öyvind Hovda (Återvänder efter lån från Kalmar FF)  |
| 28 | Sverige   | F   | Sebastian Ramhorn (Återvänder efter lån från Kalmar FF) |
| 14 | Finland   | MF  | Simon Skrabb (Återvänder efter lån från Jaro)           |

| Nr | Land      | Pos | Namn                                                    |
| -- | --------- | --- | ------------------------------------------------------- |
| 5  | Sverige   | F   | Daniel Hallingström (Slutar)                            |
| 4  | Sverige   | F   | Andreas Dahlén (Slutar)                                 |
| 1  | Sverige   | MV  | Henrik Gustafsson (Slutar)                              |
| 8  | Sverige   | F   | Petter Gustafsson                                       |
| 19 | Nigeria   | A   | John Owoeri (till BK Häcken)                            |
| 9  | Sverige   | A   | Ajsel Kujovic (till Varbergs BoIS)                      |
| 2  | Brasilien | F   | Álberis da Silva (till FC Lambohov)                     |
| 32 | Danmark   | F   | Martin Christensen (till Helsingborgs IF)               |
| 15 | Sverige   | MF  | David Lundgren (till Linköping City)                    |
| 83 | Sverige   | MV  | Ludwig Bergström                                        |
| 11 | Kroatien  | A   | Mario Jelavic                                           |
|    | Ghana     | MF  | Emmanuel Dogbe                                          |
| 10 | Sverige   | MF  | Mauricio Albornoz (Utlånad till IFK Göteborg)           |
| 16 | Sverige   | F   | Pontus Nordenberg (till Víkingur Ólafsvík)              |
| 18 | Norge     | MF  | Tor Öyvind Hovda (Återvänder efter lån från Kalmar FF)  |
| 28 | Sverige   | F   | Sebastian Ramhorn (Återvänder efter lån från Kalmar FF) |
| 14 | Finland   | MF  | Simon Skrabb (Återvänder efter lån från Jaro)           |

### Ängelholms FF
| Nr | Land    | Pos | Namn                                             |
| -- | ------- | --- | ------------------------------------------------ |
|    | Sverige | F   | Patrick Dyrestam (Inlånad från IFK Göteborg)     |
|    | Sverige | MF  | Philip Bernholtz (från Husqvarna FF)             |
|    | Sverige | A   | Astrit Seljmani (från BK Olympic)                |
|    | USA     | A   | Ryan Finley (från Charlotte Independence)        |
|    | Sverige | MF  | Oliver Stojanovic Fredin (Inlånad från Malmö FF) |
|    | Sverige | MF  | Petar Petrovic (från Malmö FF)                   |
|    | Sverige | MV  | Zlatan Azinovic (Inlånad från Malmö FF)          |

| Nr | Land    | Pos | Namn                                             |
| -- | ------- | --- | ------------------------------------------------ |
|    | Sverige | F   | Patrick Dyrestam (Inlånad från IFK Göteborg)     |
|    | Sverige | MF  | Philip Bernholtz (från Husqvarna FF)             |
|    | Sverige | A   | Astrit Seljmani (från BK Olympic)                |
|    | USA     | A   | Ryan Finley (från Charlotte Independence)        |
|    | Sverige | MF  | Oliver Stojanovic Fredin (Inlånad från Malmö FF) |
|    | Sverige | MF  | Petar Petrovic (från Malmö FF)                   |
|    | Sverige | MV  | Zlatan Azinovic (Inlånad från Malmö FF)          |

| Nr | Land    | Pos | Namn                                                        |
| -- | ------- | --- | ----------------------------------------------------------- |
| 16 | Sverige | MF  | Patrik Åström (till Eskilsminne IF)                         |
| 17 | Sverige | A   | Robin Staaf (till Hittarps IK)                              |
| 19 | Sverige | MF  | Robert Mirosavic (till Högaborgs BK)                        |
| 2  | Gambia  | MF  | Saikou Jawneh (till Kristianstad FC)                        |
| 15 | Sverige | MF  | Michael Baggner (till Kristianstad FC)                      |
| 21 | Sverige | MF  | Rebin Asaad (till Halmstads BK)                             |
| 4  | USA     | F   | Eric Pothast                                                |
| 25 | Sverige | MV  | Hugo Olsson (Utlånad till Höganäs BK)                       |
| 26 | Sverige | F   | Erik Widén (Utlånad till Höganäs BK)                        |
| 11 | Sverige | MF  | Björn Westerblad (till Åtvidabergs FF)                      |
| 27 | Sverige | MF  | Piotr Johansson (Återvänder efter lån från Malmö FF)        |
| 16 | Gambia  | MF  | Modou Lamin Sanyang (Återvänder efter lån från Real Banjul) |

| Nr | Land    | Pos | Namn                                                        |
| -- | ------- | --- | ----------------------------------------------------------- |
| 16 | Sverige | MF  | Patrik Åström (till Eskilsminne IF)                         |
| 17 | Sverige | A   | Robin Staaf (till Hittarps IK)                              |
| 19 | Sverige | MF  | Robert Mirosavic (till Högaborgs BK)                        |
| 2  | Gambia  | MF  | Saikou Jawneh (till Kristianstad FC)                        |
| 15 | Sverige | MF  | Michael Baggner (till Kristianstad FC)                      |
| 21 | Sverige | MF  | Rebin Asaad (till Halmstads BK)                             |
| 4  | USA     | F   | Eric Pothast                                                |
| 25 | Sverige | MV  | Hugo Olsson (Utlånad till Höganäs BK)                       |
| 26 | Sverige | F   | Erik Widén (Utlånad till Höganäs BK)                        |
| 11 | Sverige | MF  | Björn Westerblad (till Åtvidabergs FF)                      |
| 27 | Sverige | MF  | Piotr Johansson (Återvänder efter lån från Malmö FF)        |
| 16 | Gambia  | MF  | Modou Lamin Sanyang (Återvänder efter lån från Real Banjul) |

### Örgryte IS
| Nr | Land    | Pos | Namn                                           |
| -- | ------- | --- | ---------------------------------------------- |
|    | Sverige | MF  | Rasmus Andernil Bozic (från BK Häcken)         |
|    | Sverige | F   | Joakim Hall (från Qviding FIF)                 |
|    | Sverige | F   | David Johansson (från Utsiktens BK)            |
|    | Sverige | F   | Johan Hammar (från Malmö FF)                   |
|    | Sverige | A   | Dardan Mustafa (från Gefle IF)                 |
|    | Sverige | MF  | Andreas Berndtsson (Uppflyttad från U19-laget) |

| Nr | Land    | Pos | Namn                                           |
| -- | ------- | --- | ---------------------------------------------- |
|    | Sverige | MF  | Rasmus Andernil Bozic (från BK Häcken)         |
|    | Sverige | F   | Joakim Hall (från Qviding FIF)                 |
|    | Sverige | F   | David Johansson (från Utsiktens BK)            |
|    | Sverige | F   | Johan Hammar (från Malmö FF)                   |
|    | Sverige | A   | Dardan Mustafa (från Gefle IF)                 |
|    | Sverige | MF  | Andreas Berndtsson (Uppflyttad från U19-laget) |

| Nr | Land    | Pos | Namn |
| -- | ------- | --- | --- |
|    | Sverige | A   | Stellan Carlsson (till BK Forward) |
|    | Sverige | MF  | André Nilsson (Utlånad till Holmalunds IF) |
|    | Sverige | MF  | Robin Ingvarsson (till BK Forward) |
|    | Sverige | A   | Johan Hedman |
|    | Sverige | A   | Henrik Carlsson (till Fram Larvik) Mall:Fs player Mall:Fs end Mall:Col-end För övergångar i allsvenskan se Lista över fotbollsövergångar i Sverige vintern 2015/2016. 1. 2. 3. 4. 5. 6. 7. 8. 9. 10. 11. 12. 13. 14. 15. 16. 17. 18. 19. 20. 21. 22. 23. 24. 25. 26. 27. 28. 29. 30. 31. 32. 33. 34. 35. 36. 37. 38. 39. 40. 41. 42. 43. 44. 45. 46. 47. 48. 49. 50. 51. 52. 53. 54. 55. 56. 57. 58. 59. 60. 61. 62. 63. 64. 65. 66. 67. 68. 69. 70. 71. 72. 73. 74. 75. 76. 77. 78. 79. 80. 81. 82. 83. 84. 85. 86. 87. 88. 89. 90. 91. 92. 93. 94. 95. 96. 97. 98. 99. 100. 101. 102. 103. 104. 105. 106. 107. 108. 109. 110. 111. 112. 113. 114. 115. 116. 117. 118. 119. 120. 121. 122. 123. 124. 125. 126. 127. 128. 129. 130. 131. 132. 133. 134. 135. 136. 137. 138. 139. 140. 141. 142. 143. 144. 145. 146. 147. 148. 149. 150. 151. 152. 153. 154. 155. 156. 157. 158. 159. 160. 161. 162. 163. 164. 165. 166. 167. 168. 169. 170. 171. 172. 173. 174. 175. 176. 177. 178. 179. 180. 181. 182. 183. 184. 185. 186. 187. 188. 189. 190. 191. 192. 193. 194. 195. 196. 197. 198. 199. 200. 201. 202. 203. 204. 205. 206. 207. 208. 209. 210. 211. 212. 213. 214. 215. 216. 217. 218. 219. 220. 221. 222. 223. 224. 225. 226. 227. 228. 229. 230. 231. 232. 233. 234. 235. 236. 237. 238. 239. 240. 241. 242. 243. 244. 245. 246. 247. 248. 249. 250. 251. 252. 253. 254. 255. 256. 257. 258. 259. 260. 261. 262. 263. 264. 265. 266. 267. 268. 269. 270. 271. 272. 273. 274. 275. 276. 277. 278. 279. 280. 281. 282. 283. 284. 285. 286. 287. 288. 289. 290. 291. 292. 293. 294. 295. 296. 297. 298. 299. 300. 301. 302. 303. 304. 305. 306. 307. 308. 309. 310. 311. 312. 313. 314. 315. 316. 317. 318. 319. 320. 321. 322. 323. 324. 325. 326. 327. 328. 329. 330. 331. 332. 333. 334. 335. 336. 337. 338. 339. 340. 341. 342. 1. Mall:Svenska fotbollsövergångar |

| Nr | Land    | Pos | Namn |
| -- | ------- | --- | --- |
|    | Sverige | A   | Stellan Carlsson (till BK Forward) |
|    | Sverige | MF  | André Nilsson (Utlånad till Holmalunds IF) |
|    | Sverige | MF  | Robin Ingvarsson (till BK Forward) |
|    | Sverige | A   | Johan Hedman |
|    | Sverige | A   | Henrik Carlsson (till Fram Larvik) Mall:Fs player Mall:Fs end Mall:Col-end För övergångar i allsvenskan se Lista över fotbollsövergångar i Sverige vintern 2015/2016. 1. 2. 3. 4. 5. 6. 7. 8. 9. 10. 11. 12. 13. 14. 15. 16. 17. 18. 19. 20. 21. 22. 23. 24. 25. 26. 27. 28. 29. 30. 31. 32. 33. 34. 35. 36. 37. 38. 39. 40. 41. 42. 43. 44. 45. 46. 47. 48. 49. 50. 51. 52. 53. 54. 55. 56. 57. 58. 59. 60. 61. 62. 63. 64. 65. 66. 67. 68. 69. 70. 71. 72. 73. 74. 75. 76. 77. 78. 79. 80. 81. 82. 83. 84. 85. 86. 87. 88. 89. 90. 91. 92. 93. 94. 95. 96. 97. 98. 99. 100. 101. 102. 103. 104. 105. 106. 107. 108. 109. 110. 111. 112. 113. 114. 115. 116. 117. 118. 119. 120. 121. 122. 123. 124. 125. 126. 127. 128. 129. 130. 131. 132. 133. 134. 135. 136. 137. 138. 139. 140. 141. 142. 143. 144. 145. 146. 147. 148. 149. 150. 151. 152. 153. 154. 155. 156. 157. 158. 159. 160. 161. 162. 163. 164. 165. 166. 167. 168. 169. 170. 171. 172. 173. 174. 175. 176. 177. 178. 179. 180. 181. 182. 183. 184. 185. 186. 187. 188. 189. 190. 191. 192. 193. 194. 195. 196. 197. 198. 199. 200. 201. 202. 203. 204. 205. 206. 207. 208. 209. 210. 211. 212. 213. 214. 215. 216. 217. 218. 219. 220. 221. 222. 223. 224. 225. 226. 227. 228. 229. 230. 231. 232. 233. 234. 235. 236. 237. 238. 239. 240. 241. 242. 243. 244. 245. 246. 247. 248. 249. 250. 251. 252. 253. 254. 255. 256. 257. 258. 259. 260. 261. 262. 263. 264. 265. 266. 267. 268. 269. 270. 271. 272. 273. 274. 275. 276. 277. 278. 279. 280. 281. 282. 283. 284. 285. 286. 287. 288. 289. 290. 291. 292. 293. 294. 295. 296. 297. 298. 299. 300. 301. 302. 303. 304. 305. 306. 307. 308. 309. 310. 311. 312. 313. 314. 315. 316. 317. 318. 319. 320. 321. 322. 323. 324. 325. 326. 327. 328. 329. 330. 331. 332. 333. 334. 335. 336. 337. 338. 339. 340. 341. 342. 1. Mall:Svenska fotbollsövergångar |